# Writer’s Block (Lied)
Writer’s Block (englisch für „Schreibblockade“) ist ein Lied des US-amerikanischen Rappers Royce da 5′9″, das er zusammen mit dem Rapper Eminem aufnahm. Der Song ist die erste Singleauskopplung seines fünften Studioalbums Success Is Certain und wurde am 29. März 2011 veröffentlicht.

## Inhalt
| Liedteil   | Künstler                 |
| Intro      | Eminem                   |
| 1. Strophe | Royce da 5′9″            |
| Refrain    | Royce da 5′9″ und Eminem |
| 2. Strophe | Royce da 5′9″            |
| Outro      | Eminem                   |

In Writer’s Block rappen Royce da 5′9″ und Eminem darüber, dass sie eine Schreibblockade bekämen, da alle möglichen Themen schon auf irgendeine Weise musikalisch behandelt wurden. Gleichzeitig machen sie sich aber auch über Rapper lustig, die einfach andere Künstler kopierten, wodurch sich dieselben Themen immer wieder wiederholten. In den Strophen rappt Royce da 5′9″ vor allem darüber, wie er sich von diesen Musikern abhebe.

’Cause sometimes I feel like it’s so hard for me

To come up with shit to say, ayy

I’m at a loss for words, ’cause y’all already said it all

I think I’m runnin’ outta clichés

I’m gettin’ writers block, psyche!

## Produktion
Der Song wurde von den Musikproduzenten StreetRunner und Sarom, der als Co-Produzent auftrat, produziert. Beide fungierten neben Royce da 5′9″ und Eminem auch als Autoren.

## Musikvideo
Bei dem zu Writer’s Block gedrehten Musikvideo führte der Regisseur Walu Regie. Es feierte am 20. August 2011 Premiere und verzeichnet auf YouTube über drei Millionen Aufrufe (Stand September 2020).
Die erste Strophe rappt Royce da 5′9″, während er in der Nähe von brennenden Gebäuden steht bzw. in einem schwarzen Mercedes-Benz SL 63 AMG durch eine nächtliche Großstadt fährt. Schließlich kommt er an einem Club an und betritt das Gebäude. Das Lied wechselt im Video in der zweiten Strophe zur Remix-Version von DJ Premier. Es zeigt nun Royce da 5′9″ auf der Veröffentlichungsparty zum zugehörigen Album Success Is Certain am 9. August 2011 in New York City. Dabei tritt er im Club SOB’s zusammen mit DJ Premier sowie den Rappern Crooked I, Joe Budden und Joell Ortiz, von seiner damaligen Gruppe Slaughterhouse, auf. Eminem ist dagegen nicht im Video zu sehen.

## Single

### Covergestaltung
Das Singlecover ist in gelben Farbtönen gehalten und zeigt einen schwarzen Stift, mit dem eine Wellenlinie auf einen Zettel geschrieben wurde. Links unten im Bild befinden sich die Schriftzüge Royce da 5′9″, Writer’s Block und [Feat. Eminem] in Grau bzw. Schwarz.

### Chartplatzierungen
Writer’s Block erreichte Platz 4 der Bubbling Under R&B/Hip-Hop Singles Charts in den Vereinigten Staaten. In anderen Ländern konnte es sich nicht in den Charts platzieren.